# Open de Rennes 2012
L'Open de Rennes 2012 è stato un torneo professionistico di tennis maschile giocato sul cemento. È stata la 7ª edizione del torneo, facente parte dell'ATP Challenger Tour nell'ambito dell'ATP Challenger Tour 2012. Si è giocato a Rennes in Francia dall'8 al 14 ottobre 2012.

## Partecipanti ATP

### Teste di serie
| Nazionalità | Giocatore             | Ranking* | Testa di serie |
| ----------- | --------------------- | -------- | -------------- |
| Slovenia    | Aljaž Bedene          | 90       | 1              |
| Austria     | Andreas Haider-Maurer | 100      | 2              |
| Belgio      | Ruben Bemelmans       | 108      | 3              |
| Belgio      | Olivier Rochus        | 110      | 4              |
| Francia     | Michaël Llodra        | 111      | 5              |
| Germania    | Matthias Bachinger    | 119      | 6              |
| Francia     | Florent Serra         | 120      | 7              |
| Francia     | Josselin Ouanna       | 122      | 8              |

* Ranking al 1º ottobre 2012.

### Altri partecipanti
Giocatori che hanno ricevuto una wild card:
- Grégoire Burquier
- Marc Gicquel
- Julien Obry
- Maxime Teixeira

Giocatori che sono passati dalle qualificazioni:
- Laurynas Grigelis
- Illja Marčenko
- Fabrice Martin
- Dominic Thiem
- Martin Fischer (lucky loser)

## Campioni

### Singolare
- Kenny de Schepper ha battuto in finale  Illja Marčenko con il punteggio di 6–3, 6–2.

### Doppio
- Philipp Marx /  Florin Mergea hanno battuto in finale  Tomasz Bednarek /  Mateusz Kowalczyk con il punteggio di 6–3, 6–2.